# Dichotomius joelus
Dichotomius joelus är en skalbaggsart som beskrevs av Gandini och César Aguilar 2009. Dichotomius joelus ingår i släktet Dichotomius och familjen bladhorningar. Inga underarter finns listade i Catalogue of Life.